# Siardo di Mariengaard
Siardo di Mariengaard (... – Mariëngaarde, 13 novembre 1230) fu un abate della Frisia. Per i numerosi miracoli avvenuti sulla sua tomba la Chiesa cattolica lo venera come santo e lo commemora il 14 novembre.

## Biografia
Nacque da una ricca famiglia della Frisia intorno alla metà del XII secolo. Frequentò la scuola del convento norbertino di Mariëngaarde (il Giardino di Maria; Hortus Beatae Mariae Virginis), dove entrò come monaco sotto l'abate fondatore, san Federico di Hallum. 
Nel 1194 Siard divenne il suo successore e quindi fu il quinto abate del monastero di Mariengaarde, incarico che mantenne per 36 anni.
Visse sempre in modo schietto ed ebbe una cura speciale nei confronti dei poveri; condusse una vita priva di sfarzi e comodità, fu esempio e modello per i suoi frati, partecipando anche alla costruzione di dighe. Morì, nel convento di Mariëngaarde il 13 novembre del 1230.

## Culto
Poco dopo la sua morte sulla sua tomba avvennero molti miracoli è così ebbe inizio la sua venerazione da parte dei fedeli. Dopo la distruzione del Mariëngaarde durante la Riforma luterana, le sue reliquie furono trasferite a Tongerloo nelle Fiandre nel 1617: oggi le reliquie sono conservate nell'Abbazia di Windberg, presso Norimberga in Baviera. 
Il suo culto è stato istituito da papa Benedetto XIII nel 1728. 
La Chiesa cattolica lo commemora il 14 novembre; dal Martirologio Romano: "A Malgarten in Frisia, nell'odierna Olanda, san Siardo, abate dell'Ordine Premostratense, insigne per l'osservanza della regola e per la generosità verso i poveri".